# SPTLC1
Serinska palmitoiltransferaza, dugolančana bazna podjedinica 1 (SPTLC1) je protein koji je kod čoveka kodiran SPTLC1 genom.
Seriniska palmitoiltransferaza, koja se sastoji od dve različite podjedinice, je inicijalni enzim u sfingolipidnoj biosintezi. Ona konvertuje L-serin i palmitoil KoA u 3-oksosfinganin koristeći piridoksal 5'-fosfat kao kofaktor. Produkt ovog gena dugolančana bazna podjecinica 1 serinske palmitoiltransferaze. Mutaticije ovog gena su identifikovane kod pacijenata sa naslednom senzornom neuropatijom tipa 1. Alternativno splajsovane varijante koje kodiraju različite izoforme su poznate.

## Literatura
- Weiss B, Stoffel W (1997). „Human and murine serine-palmitoyl-CoA transferase--cloning, expression and characterization of the key enzyme in sphingolipid synthesis.”. Eur. J. Biochem. 249 (1): 239—47. PMID 9363775. doi:10.1111/j.1432-1033.1997.00239.x.
- Gable K; Slife H; Bacikova D;  . (2000). „Tsc3p is an 80-amino acid protein associated with serine palmitoyltransferase and required for optimal enzyme activity.”. J. Biol. Chem. 275 (11): 7597—603. PMID 10713067. doi:10.1074/jbc.275.11.7597.
- Hanada K, Hara T, Nishijima M (2000). „Purification of the serine palmitoyltransferase complex responsible for sphingoid base synthesis by using affinity peptide chromatography techniques.”. J. Biol. Chem. 275 (12): 8409—15. PMID 10722674. doi:10.1074/jbc.275.12.8409.
- Perry DK; Carton J; Shah AK;  . (2000). „Serine palmitoyltransferase regulates de novo ceramide generation during etoposide-induced apoptosis.”. J. Biol. Chem. 275 (12): 9078—84. PMID 10722759. doi:10.1074/jbc.275.12.9078.
- Bejaoui K; Wu C; Scheffler MD;  . (2001). „SPTLC1 is mutated in hereditary sensory neuropathy, type 1.”. Nat. Genet. 27 (3): 261—2. PMID 11242106. doi:10.1038/85817.
- Dawkins JL; Hulme DJ; Brahmbhatt SB;  . (2001). „Mutations in SPTLC1, encoding serine palmitoyltransferase, long chain base subunit-1, cause hereditary sensory neuropathy type I.”. Nat. Genet. 27 (3): 309—12. PMID 11242114. doi:10.1038/85879.
- Nicholson GA; Dawkins JL; Blair IP;  . (2001). „Hereditary sensory neuropathy type I: haplotype analysis shows founders in southern England and Europe.”. Am. J. Hum. Genet. 69 (3): 655—9. PMC 1235494 . PMID 11479835. doi:10.1086/323252.
- Stachowitz S; Alessandrini F; Abeck D;  . (2003). „Permeability barrier disruption increases the level of serine palmitoyltransferase in human epidermis.”. J. Invest. Dermatol. 119 (5): 1048—52. PMID 12445191. doi:10.1046/j.1523-1747.2002.19524.x.
- Strausberg RL; Feingold EA; Grouse LH;  . (2003). „Generation and initial analysis of more than 15,000 full-length human and mouse cDNA sequences.”. Proc. Natl. Acad. Sci. U.S.A. 99 (26): 16899—903. PMC 139241 . PMID 12477932. doi:10.1073/pnas.242603899.
- CAMPBELL AM, HOFFMAN HL (1996). „SENSORY RADICULAR NEUROPATHY ASSOCIATED WITH MUSCLE WASTING IN TWO CASES.”. Brain. 87: 67—74. PMID 14152213. doi:10.1093/brain/87.1.67.
- Verhoeven K; Coen K; De Vriendt E;  . (2004). „SPTLC1 mutation in twin sisters with hereditary sensory neuropathy type I.”. Neurology. 62 (6): 1001—2. PMID 15037712.
- Humphray SJ; Oliver K; Hunt AR;  . (2004). „DNA sequence and analysis of human chromosome 9.”. Nature. 429 (6990): 369—74. PMC 2734081 . PMID 15164053. doi:10.1038/nature02465.
- Dedov VN, Dedova IV, Nicholson GA (2006). „Hypoxia causes aggregation of serine palmitoyltransferase followed by non-apoptotic death of human lymphocytes.”. Cell Cycle. 3 (10): 1271—7. PMID 15467453.
- Rual JF; Venkatesan K; Hao T;  . (2005). „Towards a proteome-scale map of the human protein-protein interaction network.”. Nature. 437 (7062): 1173—8. PMID 16189514. doi:10.1038/nature04209.
- McCampbell A; Truong D; Broom DC;  . (2006). „Mutant SPTLC1 dominantly inhibits serine palmitoyltransferase activity in vivo and confers an age-dependent neuropathy.”. Hum. Mol. Genet. 14 (22): 3507—21. PMID 16210380. doi:10.1093/hmg/ddi380.
- Chen M; Han G; Dietrich CR;  . (2007). „The essential nature of sphingolipids in plants as revealed by the functional identification and characterization of the Arabidopsis LCB1 subunit of serine palmitoyltransferase.”. Plant Cell. 18 (12): 3576—93. PMC 1785403 . PMID 17194770. doi:10.1105/tpc.105.040774.
- Hornemann T, Wei Y, von Eckardstein A (2007). „Is the mammalian serine palmitoyltransferase a high-molecular-mass complex?”. Biochem. J. 405 (1): 157—64. PMC 1925250 . PMID 17331073. doi:10.1042/BJ20070025.
- Ewing RM; Chu P; Elisma F;  . (2007). „Large-scale mapping of human protein-protein interactions by mass spectrometry.”. Mol. Syst. Biol. 3 (1): 89. PMC 1847948 . PMID 17353931. doi:10.1038/msb4100134.
- Nicholas C. Price; Lewis Stevens (1999). Fundamentals of Enzymology: The Cell and Molecular Biology of Catalytic Proteins (Third изд.). USA: Oxford University Press. ISBN 019850229X.
- Eric J. Toone (2006). Advances in Enzymology and Related Areas of Molecular Biology, Protein Evolution (Volume 75 изд.). Wiley-Interscience. ISBN 0471205036.
- Branden C; Tooze J. Introduction to Protein Structure. New York, NY: Garland Publishing. ISBN 0-8153-2305-0.
- Irwin H. Segel. Enzyme Kinetics: Behavior and Analysis of Rapid Equilibrium and Steady-State Enzyme Systems (Book 44 изд.). Wiley Classics Library. ISBN 0471303097.
- William P. Jencks (1987). Catalysis in Chemistry and Enzymology. Dover Publications. ISBN 0486654605.